# آیوشمان کورانا
آیوشمان کورانا (به انگلیسی: Ayushmann Khurrana) (زاده ۱۴ سپتامبر ۱۹۸۴) بازیگر و خوانندۀ هندی است که در بالیوود فعالیت می‌کند. او برای بازی در نقش مردان معمولی که اغلب با هنجارهای اجتماعی مبارزه می‌کنند، شناخته شده‌است. او چندین جایزه از جمله یک جایزه ملی فیلم هند و چهار جایزه فیلم فیر برده‌است.
او در نخستین فیلم خود به‌نام ویکی اهداکننده در سال ۲۰۱۲ ظاهر شد. جایزه فیلم فیر برای «بهترین فیلم اولی-مرد» را با این فیلم برد. پس از یک شکست کوتاه، او در فیلم موفق تجاری و انتقادی تمام توانت را به‌کار بگیر (۲۰۱۵) بازی کرد.
گام‌های بعدی او در فیلم‌های کمدی شیرینی بریلی (۲۰۱۷)، ازدواج خوش‌یمن محتاطانه (۲۰۱۷)، مبارک باشه (۲۰۱۸)، دختر رویایی (۲۰۱۹)، بالا (۲۰۱۹) و فیلم مهیج ملودی کور (۲۰۱۸) و فیلم جنایی ماده ۱۵ همچنان موفق بود.
فیلم ملودی کور در میان ۲۵۰ فیلم برتر پایگاه داده اینترنتی فیلم‌ها قرار دارد. کورانا علاوه بر نقش‌های بازیگری‌اش، برای چندین فیلم خود آواز خوانده‌است.

## زندگی‌نامه
آیوشمان کورانا در ۱۴ س‍پتامبر ۱۹۸۴ در چندی‌گر هند بانام تولد نیشانت زاده شد. خانوادۀ او از پنجابی‌های هندو بودند. پدرومادرش در ۳ سالگی نامش را به آیوشمان تغییر دادند. او در رشته ادبیات انگلیسی تحصیل کرد و مدرک کارشناسی‌ارشد ارتباطات جمعی از دانشگاه پنجاب دارد.
در آغاز پنج سال تئاتر انجام داد. او در دوران دانشگاه چندین نمایش در تئاتر گیتی-شیملا اجرا کرده است. او در نمایش‌های خیابانی بازی می‌کرد و در جشنواره‌های ملی دانشگاهی جوایزی کسب کرد. او برنده جایزه بهترین بازیگر مرد برای یکی از کارهایش شد. برادرش اپارشاکتی کورانا است.

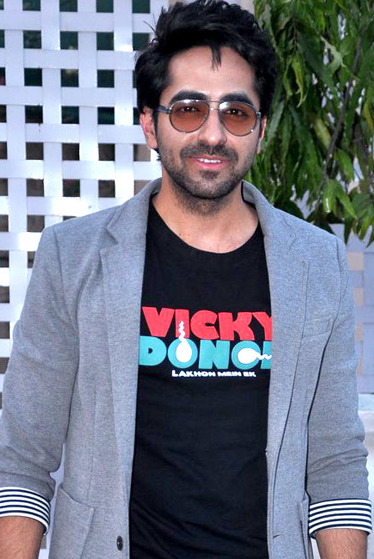
در سال ۲۰۱۲

## کارنامه هنری

### سینما
| سال  | نام فیلم                   | نام لاتین                   | نقش                     |
| ---- | -------------------------- | --------------------------- | ----------------------- |
| ۲۰۱۲ | ویکی اهداکننده             | Vicky Donor                 | ویکی آرورا              |
| ۲۰۱۳ | حقه لعنتی!                 | Nautanki Saala              | رام پارمار              |
| ۲۰۱۴ | احمق‌ها                     | Bewakoofiyaan               | موهیت چادا              |
| ۲۰۱۵ | پرواز                      | Hawaizaada                  | شیوای باپوجی تالپاده    |
| ۲۰۱۵ | تمام توانت را به کار بگیر  | Dum Laga Ke Haisha          | پریم تیواری             |
| ۲۰۱۷ | بیندوی عزیزم               | Meri Pyaari Bindu           | آبیمانیو روی            |
| ۲۰۱۷ | شیرینی بریلی               | Bareilly Ki Barfi           | چیراگ دوبی              |
| ۲۰۱۷ | ازدواج خوش یمن محتاطانه    | Shubh Mangal Saavdhan       | مودیت شارما             |
| ۲۰۱۸ | ملودی کور                  | Andhadhun                   | آکاش                    |
| ۲۰۱۸ | مبارک باشه                 | Badhaai Ho                  | ناکول کاوشیک            |
| ۲۰۱۹ | دختر رؤیایی                | Dream Girl                  | کرم‌ویر سینگ/پوجا        |
| ۲۰۱۹ | بالا                       | Bala                        | بالا                    |
| ۲۰۱۹ | ماده ۱۵                    | Article 15                  | آیان رانجان             |
| ۲۰۲۰ | وقت ازدواج خیلی حواست باشه | Shubh Mangal Zyada Saavdhan | کارتیک سینگ             |
| ۲۰۲۰ | گلابو سیتابو               | Gulabo Sitabo               | بانکی                   |
| ۲۰۲۱ | عاشقی در چندی‌گر            | Chandigarh Kare Aashiqui    | مانویر (مانو)           |
| ۲۰۲۲ | آنک                        | Anek                        | امان/جاشوا              |
| ۲۰۲۲ | دکتر جی                    | Doctor G                    | دکتر اودای گوپتا (گودو) |
| ۲۰۲۲ | قهرمان اکشن                | An Action Hero              | ماناو کورانا            |
| ۲۰۲۳ | دختر رؤیایی ۲              | Dream Girl 2                | کرم/ پوجا               |